# ميناء رأس تنورة
ميناء رأس تنورة، هو ميناء نفطي حيوي يقع في الجهة الشمالية الشرقية لمدينة القطيف، يعتبر أكبر ميناء لشحن النفط في العالم، يشحن منه أكثر من 90% من صادرات المملكة العربية السعودية من الزيت الخام والمنتجات المكرره.

## الموقع
يقع ميناء رأس تنورة في الجهة الشمالية الشرقية لمدينة القطيف، ويفصل رأس تنورة عن جزيرة تاروت وساحل مدينة القطيف، خليج شبه دائري مفتوح على الخليج من طرفه الجنوبي الشرقي المواجه لساحل مدينة الدمام الشمالي. يحد ميناء رأس تنورة، قديماً، من الجهة الشمالية عين ماء رحيمة التي كانت مصدر الماء الوحيد للبدو من قبيلة بني هاجر سكان تلك المنطقة في فترة ما قبل ظهور النفط. تبعد هذه العين عن مركز الجمارك العثماني برأس تنورة محل الدراسة قرابة كيلومترين، تقريباً، إلى جهة الشمال، كما ويحد رأس تنورة من الشمال، أيضاً، صحراء مممتدة تكثر بها الشجيرات البرية الصغيرة المتفرقة، وتقع فيها منطقة الجعيمة، وقرية شعاب. تمتد الصحراء على طول الشريط الساحلي مسافة 150 كليومتر تقريباً حتى أطراف بلدة «عينين» القديمة المعروفة حالياً بمدينة الجبيل، ويحد ميناء رأس تنورة من جهة الغرب خليج تاروت ويفصلها عن عدد من القرى التابعة للقطيف، وهي مرتبة من الشمال إلى الجنوب على طول الشريط الساحلي المقابل لرأس تنورة: صفوى ثم العوامية ثم قلعة القطيف. وتوجد جزيرة صغيرة تابعة لرأس تنورة تسمى حالة زعل، وتقع إلى الشمال الغربي من رأس تنورة.

## التاريخ
كان يعقد في رأس تنورة سوق موسمي للبدو يبيعون به منتجاتهم البسيطة؛ كالأغنام، والدهن والأقط، والصوف. ويُعتقد أنه كان يُنعَقد في فصل الربيع من كل عام. حيث كان ينزل الحضر من أهالي دارين إلى رأس تنورة في فصل الشتاء والربيع للتنزه وجمع الفقع وصيد الطيور والأرانب البرية بالبنادق والحبال بنصب الفخاخ. كما يوجد على ساحل رأس تنورة عدد محدود من الحضور الخاصة بصيد الأسماك والتي من أشهرها حضرة ناصر بن لحدان الفيحاني.

### معركة العتوب والهولة
من أبرز الأحداث التاريخية التي وقعت بالقرب من سواحل رأس تنورة ومينائها هي معركة حدثت عام 1112هـ بين عرب العتوب والهولة، بالقرب من جزيرة البحرين وخلال هذه المعركة انهزم العتوب ولاذوا إلى رأس تنورة بعد أن طاردتهم سفن عرب الهولة وآل مسلم إلى رأس تنورة، اشتبكت الطائفتان في رأس تنورة، وبعدئذ فر العتوب إلى بندر الديلم على الساحل الفارسي، ثم إلى البصرة واستقروا أخيراً في بلدة القرين شمال الخليج، وأسسوا هناك بلدة الكويت التي تطورت عنها الدولة الحديثة.

### مقتل سلطان آل بن علي
حدث مقتل الشيخ سلطان بن سلامة زعيم عشيرة آل بن علي في ميناء رأس تنورة على يد جماعة من قبيلة العمامرة. وهي فرع من قبيلة الدواسر القاطنة في البحرين. وذلك بعد أن تعرضت عشيرة آل بن علي -المقيمة في ميناء الزبارة العثماني شمال دولة قطر- للقصف من قبل البوارج الإنجليزية بقيادة الكابتن كاسكين عام 1113هـ. مما اضطر الشيخ سلطان بن سلامة البنعلي إلى السفر إلى القطيف ومقابلة القائم مقام العثماني هناك. خلال رحلته، تلقى الشيخ سلطان خطاباً يتضمنُ ما تعرضت له عشيرة آل بن علي من قتل وتشريد على يد السلطات البريطانية. فعزم الشيخ سلطان على السفر إلى البصرة لإيصال تظلمات عشيرته إلى الدولة العثمانية. أثناء سفره، مر بميناء رأس تنورة واتخذها محطة استراحة. وقتئذ، كان البدو يعقدون سوقاً لهم بالقرب من مبنى الميناء برأس تنورة، يبيعون فيه الأغنام والدهن والصوف، للسفن المارة، أثناء مرور الشيخ سلطان في السوق وجداه اثنانِ من رجال آل عمار: محمد بن ماجد العماري، وابن أجبال العماري فصوبوا بنادقهم إلى الشيخ سلطان البنعلي وأطلقوا عليه النار.

## الأهمية الاقتصادية
- تعتبر ناقلات الزيت في رأس تنورة من أهم الوسائل التي يُشحن فيها الزيت الخام ومنتجاته من اماكن الإنتاج إلى الأسواق العالمية.
- تستقبل فرضة رأس تنورة في المملكة العربية السعودية يومياً حوالي ست ناقلات يبلغ متوسط حمولة الواحدة منها حوالي خمسة وعشرين ألف طن.
- تشجن ناقلات رأس تنورة قسماً كبيراً من الزيت الذي تنتجه حقول المملكة العربية السعودية إلى مختلف انحاء العالم، ومنها ما يتجه جنوباً نحو استراليا ونيوزيلاندا، ومنها ما يذهب إلى اوروبا عن طريق قناة السويس، ومنها عابرات المحيط الضخمة التي تمر حول رأس الرجاء الصالح إلى أوروبا وامريكا.[6]

## الميناء في عهد الدولة العثمانية
الميناء العثماني هو مبنى أسس في رأس تنورة على الميناء، قبل إزالته أخيرًا. كان واقعاً في منتصف الساحل الغربي للرأس الترابي المسمى برأس تنورة. تتجه واجهة المبنى صوب جزيرة تاروت. وقد تردد ذكر هذا المبنى في العديد من الوثائق العثمانية والانجليزية، ومن ذلك وصف المستشرق الإنجليزي ج. ج. لوريمر له بالنص التالي: «رأس تنورة، كان يوجد بها مرفأ كانت تستعمله الحكومة التركية عند زيارة قواربها للقطيف، وقد احتفظ الأتراك بمحطة للوقود قريبا من المرفأ» كما ذكر أن الوالي أحمد مدحت باشا واجه صعاباً أثناء نقل الجنود من الكويت إلى القطيف، ومنها: انتشار مرض الكوليرا والملاريا في القطيف وقت وصول الحملة العثمانية؛ مما أعاق إمكانية دخول الجيش للبلدة، ما جعل أحمد مدحت باشا يخطط لإنشاء بلدة جديد للقطيف تكون بجوار بلدة القطيف القديمة صعوبة وصول السفن الحربية العثمانية الكبيرة إلى موانئ القطيف بسبب ضحالة المياه، مما اضطر الوالي إلى إبقاء السفينة الحربية الكبيرة «بابل» بالقرب من سواحل رأس تنورة والاقتراب من موانئ القطيف بالسفن الصغيرة.

يتكون الميناء العثماني من مبنى مستطيل الشكل عرضه قرابة 4 أمتار تقريباً، وطوله قرابة 20 متراً وهو مكون من طابقين. الضلع الطويل للمبنى يفتح ناحية الشرق مستقبلاً جزيرة تاروت وساحل القطيف، ويقع في منتصف الضلع الطويل مدخل مربع الشكل عرضه 3 أمتار، وهو «ليوان» يقع في الطابق الأرضي ويمثل المدخل. بالإضافة إلى غرفة في الطابق الثاني. يتصل المبنى من الجهة الجنوبية له بمبنى آخر كبير مستطيل. ويصل عرضه إلى 15 متراً، وطوله قرابة 35 متراً تقريباً، مكون من طابق واحد فقط. وجاء في الوثائق العثمانية المحررة عام 1288هـ بالنص التالي:
(وكان أحمد مدحت باشا يعتقد أن أهم ما يجب عمله هو الاهتمام بموانئ المنطقة والبدء بإنشاء مستودع للفحم الحجري، ومستودع للعتاد والمهمات العسكرية، ومساكن للجنود في ميناء رأس تنورة التي يرى أهميتها الإستراتيجية، وأنه تنقصها توفر الماء العذب، مما جعل الخيار المتاح للعثمانيين هو سحب الماء من عين رحيمة التي تبعد مسافة ثلاث ساعات أو تحلية الماء بواسطة آلة تستورد لهذه الغاية).
بُوشر في العمل على بناء المشروع قرابة عام 1288هـ والانتهاء منه في منتصف أو نهاية العام 1289هـ. كان مبنى الميناء يحتوي على بلكونات، أو شُرف خارجية تطل على الساحة الأمامية للميناء تحتوي على موانع مصنوعة من الحديد المشغول. مع وجود شعار الدولة العثمانية المتمثل بالنجمة والهلال أعلى مدخل مبنى الميناء، بالإضافة إلى المستودع الكبير. وقسم مبنى ميناء رأس تنورة إلى الأجزاء التالية:
1. مستودع للفحم الحجري.
2. مستودع للعتاد.
3. مركز لإدارة المهمات العسكرية.
4. مساكن للجنود.
5. آلة تحلية الماء.
6. موقع رفع العلم العثماني أعلى مدخل الميناء.

### موظفو الميناء العثمانيون
من أشهر الموانئ العثمانية الهامة التي كانت في المنطقة الشرقية من الجزيرة العربية: هي ميناء العجير (العقير)، والقطيف، ثم ميناء دارين، وميناء الزبارة، وميناء الدوحة، وميناء رأس تنورة، وكانت هذه الموانئ تدار من قبل مجموعة أفراد من أهمهم التالي:
1. مدير الميناء: مدير الميناء (بالتركية: ليمان دائرة سي) وهو مجيد للغة العربية مع مهامه في إدارة الموانئ. تنحصر مهمة هذا المدير في الإشراف على الميناء وتفتيش الأجانب القادمين والمسافرين عامة، وصرف تصريحات السفر التي يفرضها النظام العثماني على المسافرين كافة، وكانت قيمة تلك التصريحات في اللواء روبية هندية.[2][9]
2. رافع العلم: يُذكَرُ أنَّ الحكومة العثمانية عينت في كل ميناء رئيسي موظفاً مختصاًّ مهمته رفع العلم العثماني في أيام العطل والأعياد الرسمية[15]. وكان أيضاً يُرفع على برج «أبو الليف» الواقع في الخليج الصغير المحصور بين جزيرة تاروت والقطيف[2]
3. مأمور الجمارك: يوجد في كل ميناء مأمور جمارك مهمته تحصيل الرسوم الجمركية، ويساعده في أداء هذه المهمة أمين الخزينة، وكاتب، وحراس، وسعاة بريد.[2]
4. مأمور الحجر الصحي: يسمى الحجر الصحي في تلك الفترة «الكورنتينا»، وكانت مهمة المأمور الصحي منع الزوار والمغادرين من الميناء في حالة اجتياح البلاد وباء ما كالكوليرا أو الطاعون، كما ويوجد في الميناء، أيضاً، صيدلية للقيام بالإسعافات الأولية في تلك الموانئ لخدمة السفن العثمانية والمسافرين المارين بتلك الموانئ.[2]
5. مأمور المستودع: في كل ميناء مسؤول إداري رفيع المستوى توكل إليه مهمة إدارة المستودعات التابعة للميناء، هذه باختصار شديد أهم الوظائف التي يشترط توفرها في أي ميناء عثماني في تلك الفترة، وعليه يكون من المفترض توفرها، أيضاً، في ميناء رأس تنورة محل الدراسة.[2]

### نهاية المبنى العثماني
ظل المبنى سليماً حتى بعد استيلاء الملك عبد العزيز آل سعود على الأحساء والقطيف عام 1331هـ، حيث جاء وصف هذا الميناء قرابة عام 1357هـ زمن الملك عبد العزيز بالنص التالي:
(وقبل ثلاث سنوات كان صاحب الجلالة عبد العزيز بن سعود منهمكا لبناء رصيف للسفن في رأس تنورة ليتم فيه تفريغ البضائع التجارية التابعة للقطيف ونجد بشكل مباشر، وقام بحفر بئر ارتوازي هناك، بعد ذلك لا علم لدي هل تم الانتهاء من أعمال التشيد في ذلك الميناء وهل أصبح جاهزا أم لا...)
بعد أن تم اكتشاف البترول في المملكة العربية السعودية عام 1357هـ، وقع الاختيار على ميناء رأس تنورة ليكون ميناءً مجهزاً لتصدير النفط الخام إلى الدول الموردة. صُدِّرت أول شحنة من الزيت الخام على الناقلة «د. جي. سكوفيلد» في تاريخ 11/03/1358هـ، وانتهى حينئذ ميناء رأس تنورة العثماني؛ ليحل مكانه ميناء رأس تنورة السعودي.

## أجزاء الميناء القديم

### المستودع الكبير
يحتوي مبنى المرفأ على مستودع تقدر مساحته الإجمالية بـ 200 متر مربع. كان يحتوي المستودع على كميات كبيرة من الفحم الحجري، وعدد آخر من المعدات الحربية التي تحتوي على ذخيرة وأسلحة وأدوات أخرى متنوعة خاصة بالسفن العثمانية، كقطع الغيار المخصصة لصيانة السفن البخارية. ومنها المركب البخاري «زحاف»، و» مريخ» الذين كانا يخدمان في هذه المنطقة. كان المستدوع يحتوي أيضاً على كميات من الزيوت والحبال والمؤن الغذائية التي تحتاج إليها السفن العثمانية بالإضافة إلى بعض البضائع والبريد.

### مركز المهام الإدارية
يحتوي مركز إدارة المهمات العسكرية على مكاتب للضباط ومدير الميناء. وقد كانت في المبنى المستطيل المكون من طابقين. وتوجد في الطابق الأرضي غرفتان تتسع كل غرفة لـ3 أشخاص، وفي الطابق الثاني أيضاً 3 غرف أخرى بحجم مماثل. ويُقدَّر عدد الأفراد العثمانيين العاملين المبنى قرابة 16 عاملاً.

## تأسيس الميناء الحديث
في عام 1933 وقعت اتفاقية تنقيب عن النفط بين الحكومة السعودية وشركة سماندر اويل اف كاليفورنيا، وبذلك اعطيت الشركة الحق الكامل في التنقيب عن النفط في شرق السعودية بما في ذلك رأس تنورة، بعد أن تم اكتشاف العديد من ابار النفط في شرق المملكة وخاصة في منطقة رأس تنورة، بدأت الحكومة السعودية في بناء ميناء رأس تنورة على ساحل الخليج العربي وتم اكتمال بنائه عام 1939 وأصبح جاهزا لاستقبال البواخر وناقلات البترول لتصدير الزيت، وقد غادرت أول شحنة زيت خام من ميناء رأس تنورة في نفس العام وذلك بحضور الملك عبد العزيز بن عبد الرحمن ملك المملكة العربية السعودية، وفي عام 1940م أنشيء في رأس تنورة معمل لتكرير البترول طاقته 3000 برميل في اليوم آنذاك، ونتيجة لظروف الحرب العالمية الثانية في أوروبا عام 1939م بدأت أعمال الشركة بالتوقف تدريجياً حيث أصبح الشحن والوصول إلى الأسواق فيه من الصعوبة الشيء الكثير من حيث صعوبة استيراد المواد والآلات مما أدى ذلك إلى إغلاق رأس تنورة الأمر الذي ترتب عليه تخفيض عدد العمالة الموجودة فيها إلى الحد الأدنى حيث بلغ عدد الموظفين الأمريكيين أقل من مائة والموظفين العرب أقل من ألفين وذلك في عام 1942م، وفي عام 1943م أستونفت الأعمال بشكل محدود عندما أعلنت الشركة خططها لانشاء معمل التكرير في رأس تنورة طاقته 50000 برميل في اليوم، وعندما بدئ في أعمال الإنشاء وصل العمال الامريكان قبل اعداد السكن الخاص بهم وأغرقت سفينة محملة بالمواد الضرورية اثر اصابتها بطوربيد واستمر شح المواد كما يحدث عادةً في أوقات الحروب وعلى الرغم من الصعوبات فقد سار العمل في إنشاء معمل التكرير، وكانت أول شحنة من النفط المكرر من معمل التكرير برأس تنورة؛ فقد شُحنت عام 1949م في احتفال حضره ولي العهد آنذاك سعود.

## الملك عبد العزيز ورأس تنورة
أُقيم احتفال كبير في الظهران ورأس تنورة في ربيع الثاني من عام 1358هـ/1939م وذلك بعد وصول الملك عبدالعزيز برفقة 17 فرداً و200 ضيف قادمين من مخيمه في رماح الواقعة قرب الرياض، وقد أُقيمت مراسم استقبال تفقد من خلالها الملك مرافق الزيت يرافقه المدير العام لكاسوك السيد فلويد أوليجر، وكان طريق عودته من رأس تنورة فالقطيف فالدمام فالخبر؛ فزار أبو حدرية واستراح قليلاً في جبل القرين، وواصل مسيره إلى الظهران، وفي خلال إقامته أيام في الظهران أمر بتوزيع خمسين ألف على المحتاجين ثم عاد إلى الرياض.

## أجزاء الميناء
يتألف الميناء من رصيفين رئيسيين ممتدين على مياة الخليج وجزيرة صناعية:
- الرصيف الشمالي:

طولة 670 م وعرضة 33 م يتصل بالشاطيء بجسر طولة 1097 م، ويتألف من 6 مراسيء يتراوح عمق الماء فيه بين 12.8 و15.2 م وقت الجزر.
- الرصيف الجنوبي:

طولة 366 م وعرضة 32 م يتصل بالشاطيء بجسر طولة 700 م ويحتوي على أربعة مراسي لاستقبال الناقلات، التي تصل حمولتها إلى 30000 طن ويتراوح عمق الماء فيها بين 9,90 و 10.06 م وقت الجزر.
- الجزيرة الصناعية:

أنشئت جزيرة صناعية في عرض الخليج على بعد 1707 م إلى الشمال الشرقي من الرصيف الشمالي وذلك عام 1966، وتبعد الجزيرة 3200 م من الشاطيء وتضم 8 مراسي لاستقبال الناقلات.

## وصلات خارجية
- ميناء رأس تنورة شريان النفط والبترول حول العالم.
- رأس تنورة أكبر موانئ تصدير البترول في العالم.